# هياج نفسي حركي
الهياج النفسي الحركي  هو طيف من الاضطرابات التي تتميز بحدوث عدم ارتياح بالإضافة إلى حركات لاإرادية غير هادفة، والتي تترافق عادة بضائقة عاطفية. تتضمن المظاهر النمطية: التجول في الغرفة، وفرك اليدين، والقيام بحركات غير إرادية للسان، وخلع قطع من الملابس وإعادة ارتدائها؛ وأفعال أخرى مشابهة. يمكن في بعض الأحيان أن تكون الحركات مؤذية للشخص الذي يقوم بها، مثل حالات التسحج العصبي المختلفة والتي قد تقود إلى الإدماء.
تظهر حالة الهياج النفسي الحركي في عدد من الاضطرابات مثل الاضطراب الاكتئابي أو اضطراب الوسواس القهري، وفي بعض الأحيان في الاضطراب ثنائي القطب؛ كما يمكن أن يكون نتيجة لتعاطي كمية فائضة من المنبهات.

## العلامات والأعراض
يمكن للأشخاص الذين يعانون من هياج نفسي حركي أن يشعرو بـ:
- عدم القدرة على الجلوس بهدوء.
- ضجر.
- كما لو أن جسمهم متيبس.
- عدم القدرة على تخفيف التوتر.
- اليأس من إيجاد وضعية مريحة.
- قلق متزايد.
- سخط.
- بكاء.
- قابلية انفعال شديدة، مثل انفجار على الأصدقاء والعائلة، أو الانزعاج من الأمور الصغيرة.
- غضب.
- هياج
- أفكار متسارعة وكلام متلاحق.
- تململ.
- تسارع.
- تعرق يدين.
- عصر اليدين.
- قضم الأظافر.
- انفجارات الشكوى أو الصراخ.
- شد الملابس أو الشعر
- سحج الجلد.
- تجول في أرجاء الغرفة.
- تحريك الأصابع.
- تحريك القدمين.
- بدء المهمات وإيقافها فجأة.
- التكلم بسرعة.
- تحريك الأشياء.
- تحريك الأغراض دون سبب.

## الأسباب
تتضمن الأسباب:
- الفصام.
- اضطراب ثنائي القطب.
- هذيان مستثار.
- اضطراب الكرب التالي للصدمة النفسية (بّي تي إس دي).
- نوبة هلع.
- اضطراب القلق.
- اضطراب وسواس قهري (أو سي دي).
- انسحاب الكحول.
- اضطراب نقص الانتباه مع فرط النشاط (إيه دي إتش دي).
- رهاب الاحتجاز.
- الخرف.
- مرض باركنسون.
- إصابة دماغية رضية.
- مرض آلزهايمر.[4]
- البرفيرية الحادة المتقطعة.[5]
- الكوبروبرفيرية الوراثية.
- البرفيرية المبرقشة.
- التأثيرات الجانبية لبعض الأدوية مثل الكوكايين وميثيل فينيدات.
- التأثيرات الجانبية لمضادات الذهان مثل هالوبيريدول.
- الاضطراب الاكتئابي الرئيسي.[6]
- الاكتئاب الهياجي.
- أدوية مثبطات استرداد السيروتونين الانتقائية أو مثبطات استرداد السيروتين والإبينفرين.
- شرحت دراسة نُشرت في عام 2008 وجود اتصال حركي بين المزاج وطريقة الحركة عند الأشخاص المصابين باضطرابات المزاج.
- قد يعاني الأشخاص الذي يظهرون علامات هياج نفسي حركي من توتر وقلق نفسي، يتظاهر جسديًا بـ:
- حركات سريعة أو متكررة.
- حركات بدون جدوى.
- حركات غير متعمدة.
- هذه الأفعال هي طريقة العقل الباطن في محاولته لتخفيف التوتر.
- يشعر الأشخاص الذين يعانون من هياج نفسي حركي عادةً كما لو أن حركاتهم غير متعمدة.
- على أي حال، يكون الهياج النفسي الحركي في بعض الأوقات غير مرتبط بالتوتر أو القلق الذهني.
- وجدت دراسة في عام 2010 وجود رابط بين الهياج النفسي الحركي والنيكوتين، والكحول، والاعتماد على العقاقير.
- في حالات أخرى، يمكن أن يحصل الهياج النفسي الحركي بسبب الأدوية المضادة للذهان.

## العلاج
يمكن استخدام ميدازولام ولورازيبام العضليين، أو البنزوديازيبينات الأخرى لتخدير المرضى المتهيجين، وللسيطرة على حركات العضلات شبه اللاإرادية في حالات التململ المشتبه بها.
يمكن للدروبيريدول، والهالوبيريدول، والأدوية المضادة النمطية للذهان الأخرى أن تنقص فترة التهيج الحاصل بسبب الذهان الحاد، لكن يجب تجنبها إذا كان يُشتبه بالتهيج على أنه تململ، فيمكن أن تزيده سوءًا. قد يكون استخدام بروميثازين مفيدًا أيضًا. أصبحت مؤخرًا ثلاثة أدوية من المضادات اللانمطية للذهان -أولانزابين وأريبيبرازول وزيبراسيدون- متاحة ووافقت عليها إدارة الغذاء والدواء كتركيبات حقن عضلية تعطى فورًا لضبط الهياج الحاد. تعتبر التركيبات العضلية للمضادات اللانمطية للذهان هذه على الأقل بنفس فعالية إعطاء هالوبيريدول العضلي لوحده أو الهالوبيريدول مع لورازيبام أو حتى أكثر فعالية منه (هما العلاجان المعياريان للهياج في معظم المشافي) ويكون للأشكال اللانمطية تحملًا محسّنًا بشكل ملحوظ  نظرًا إلى تأثيراتها الجانبية المعتدلة.
يوجد نقص في دعم استخدام البنزوديازيبينات لوحدها عند أولئك المرضى المصابين بذهان متسبب بهياج، على أي حال، يشيع استخدامها بالاشتراك مع مضادات الذهان بسبب قدرتها على الوقاية من التأثيرات الجانبية المرتبطة بمضادات الدوبامين.
بالإضافة إلى هذا، يمكن لتعريف الشخص على التغييرات الحياتية التالية أن تساعده في تخفيض مستويات قلقه:
- التمارين المنتظمة.
- اليوغا والتأمل.
- تمارين التنفس العميق.